# Batrachuperus londongensis
Batrachuperus londongensis (tên tiếng Anh: Longdong Stream Salamander) là một loài kỳ giông thuộc họ Hynobiidae.
Đây là loài đặc hữu của Trung Quốc.
Môi trường sống tự nhiên của chúng là sông ngòi và suối nước ngọt.
Chúng hiện đang bị đe dọa vì mất môi trường sống.